# Min man har en väninna
Min man har en väninna (originaltitel: No Time for Comedy) är en amerikansk drama-komedi från 1940 med James Stewart och Rosalind Russell i huvudrollerna. Filmen regisserades av William Keighley.

## Handling
Gaylord Esterbrook (James Stewart) når stora framgångar med sin första pjäs, en komedi, och gifter sig med huvudrollsinnehaverskan, Linda Paige (Rosalind Russell). Men när någon säger att Gaylord borde försöka sig på att skriva en tragedi så går snart saker snett...

## Rollista (i urval)
- James Stewart
- Rosalind Russell
- Charles Ruggles
- Genevieve Tobin
- Louise Beavers
- Allyn Joslyn